# Острица (област Русе)
 За другото българско село вижте Острица (Област Смолян).  
Острѝца е село в Северна България, община Две могили, област Русе.

## География
Острица се намира в източната част на Дунавската равнина, на около 35 km на юг от областния град Русе, 14 km на изток-североизток от град Борово, 29 km на северозапад от град Попово и 10 km на югоизток от общинския център град Две могили. Селото е разположено в долината на река Черни Лом, предимно по полегатия склон край левия бряг на реката, в местност, заобиколена от високи отвесни скали. Изтеглено е на около 2 km в направление северозапад – югоизток. В същото направление през него минава третокласният Републикански път III-5001, който на северозапад води през село Широково и покрай село Пепелина към град Две могили, а на югоизток – към връзка с третокласния Републикански път III-202 и по него към град Попово. Село Острица към 2019 г. е обслужвано от автобусен транспорт.
Надморската височина откъм реката е около 100 m, на югозапад нараства до около 140 m, а в центъра на селото при църквата е около 114 m.
Климатът е умереноконтинентален, почвите в землището са алувиално-ливадни, ерозирани тъмносиви горски почви и карбонатни черноземи.
Населението на село Острица, наброявало 1353 души към 1934 г. и 1499 – към 1946 г., намалява до 221 души към 2018 г.

## История
На 3 км източно от Острица, на десния бряг на река Черни Лом, има останки от римско селище и некропол. Сведения за селото под името Остуридже има в турски регистри от 1694 г.
През 1894 г. е основано Народното първоначално училище – село Острица, Беленско, от 1926 г. – Народно основно училище „Петко Рачев Славейков“, от 1974 г. – Народно основно училище-интернат „Петко Р. Славейков“ (интернат за трудновъзпитаеми деца), през периода 1992 – 2006 г. – Социално-педагогически интернат „Петко Р. Славейков“, а през 2006 г. вероятно е закрито.
Читалище „Отец Паисий“ в Острица е основано през 1919 г. – според изричен текст в документацията на Държавен архив – Русе или през 1912 г. – според Енциклопедия „България“ и публичния регистър на читалищата. Предвид периода на войни – Балканска, Междусъюзническа и Първа световна – може да се предположи, че учредяването на читалището през 1912 г. остава фактически номинално – вследствие неблагоприятните последвали го обстоятелства, а читалището е започнало да действа през 1919 г. – след приключването на поредицата войни.
През 1948 г. е учредено Трудово кооперативно земеделско стопанство (ТКЗС) „Гигант“ – с. Острица, Русенско. През периода 1959 – 1970 г. то е част от състава на Обединено трудово кооперативно земеделско стопанство „Клемент Готвалд“ – с. Острица, през следващите години преминава през нови промени на организацията и наименованието, през периода 1990 – 1992 г. е ТКЗС „Острец“ – с. Острица и приключва – вероятно, през 1995 г. като Земеделска кооперация (ЗК) „Острец“, документите на/за която от периода 1992 – 1995 г. се съхраняват от Държавен архив – Русе.
Към 1984 г. в Острица се отглеждат зърнени култури (пшеница, ечемик, царевица), захарно цвекло, соя; има говедовъдство, овцевъдство, тухларски и шивашки цех, фелдшерски здравен пункт, детска градина.

## Други
Острица е добре устроено село, електрифицирано, водоснабдено, с изградени комуникационни мрежи. Работят към 2019 г. кметство, пощенски клон, читалище „Отец Паисий – 1912 г.“ с библиотека, православна църква „Свети Иван Рилски“ (действаща само на големи религиозни празници) и различни търговски обекти. Здравното обслужване и учебните заведения са в общинския център – Две могили.

## Забележителности
- Пещера Орлова чука на около километър североизточно от село Пепелина – около 7 km на север от Острица;

- Каранвърбовски манастир „Св. Марина“ край село Каран Върбовка – около 7 km на юг-югоизток от Острица;
- Над 100-годишния храм „Свети Йоан Рилски“ - храмът е построен през 1907 година и е осветен през 1909 година от Доростолския и Червенски митрополит Василий [16];

- Средновековен град Червен до село Червен – около 10 km на север-североизток от Острица.